# 竹子腳 (屏東縣)
竹子腳，原寫為竹仔腳，是臺灣屏東縣林邊鄉的一個傳統地域名稱，位於該鄉東北部。相較於今日行政區，其範圍大致包括竹林村不含南部邊界地帶及東部邊界地帶中央大段及東北部較大凸出部分的西北端、鎮安村東部中央偏北側一小段，以及新埤鄉的新埤村西南部凸出部的西北大半部。
本地區境內主要聚落為竹仔腳、檨仔腳、下庄、芋埔、大堀頭，設有竹林國小。

## 歷史
台灣日治初期，竹子腳地區為一街庄，稱為「竹仔腳庄」（舊制街庄），隸屬於港東中里。該庄昔日北與濫頭庄、牛埔庄為鄰，東邊北段與新埤頭庄為鄰，東邊其餘部分及東南邊隔林仔邊溪與武丁潭庄、大武丁庄為界，西南邊為林仔邊庄，西邊為(石亟)仔口庄。
1901年（日治明治三十四年）11月11日，全台廢縣廳改設二十廳，該庄隸屬於阿猴廳。1904年（明治三十七年）4月15日，該庄編入「林仔邊區」，隸屬於阿猴廳。1905年（明治三十八年）4月1日，阿猴廳改稱「阿緱廳」。1909年（明治四十二年）10月25日，全台合併二十廳為十二廳，林仔邊區仍隸屬於阿緱廳。1920年（大正九年）10月1日，全台地方制度大改正，廢十二廳改設五州二廳，該庄改制並雅化為「竹子腳」大字，隸屬於高雄州東港郡林邊庄（新制街庄）。
戰後林邊庄改制為林邊鄉，隸屬於高雄縣，大字亦改制為村。1950年（民國39年）10月1日，高、屏分治，林邊鄉改隸屬於屏東縣。1951年（民國40年）3月，林邊鄉拆分出溪州鄉，本地區仍隸屬於林邊鄉。
相較於今日行政區，本地區的範圍大致包括竹林村不含南部邊界地帶及東部邊界地帶中央大段及東北部較大凸出部分的西北端、鎮安村東部中央偏北側一小段，以及新埤鄉的新埤村西南部凸出部的西北大半部。

## 聚落
本地區發展較早的聚落為竹仔腳、檨仔腳、下庄、凹仔底（已消失）、芋埔、大堀頭，在日治初期的官方地圖上已有記載。

## 交通
台鐵屏東線是高雄至枋寮間的鐵路幹線，經過本地區西部凸出部分，並在其北側不遠處設有鎮安車站。該站屬招呼站，停靠部分區間快車及全部區間車；由此可前往台鐵沿線各站。
國道3號又稱「福爾摩沙高速公路」，是貫穿台灣西部的兩條縱向高速公路之一，經過本地區西北部且其北側設有平面側車道（鄉道屏119線）。最近的交流道在北側為縣道187乙線交會處的南州交流道，由此可快速前往國道3號沿線各地。該處為國道3號南向最後一個設置南下入口的交流道，更往南側在省道台17線交會處的林邊交流道僅供南出北入。
縣道189號是屏東機場至林邊的道路，經過本地區的竹仔腳、下庄、大堀頭等聚落。由該道路北行可前往南州鄉東南端、新埤鄉、潮州鎮、竹田鄉等地；南行可前往林邊鄉林邊市區，並止於省道台17線路口。
鄉道屏119線是壽元至南安的道路，為國道3號的平面側車道，其南側端點（終點）位於本地區北部邊界地帶中央略偏西的鄉道124線路口。
鄉道屏123線是崙仔頂至竹仔腳的道路，其南側端點（終點）位於本地區北部中央略偏東、竹仔腳聚落的鄉道124線路口。
鄉道屏124線是大潭至竹仔腳的道路，其東側端點（終點）位於本地區北部中央略偏東、竹仔腳聚落的縣道189號路口。

## 學校
- 竹林國小